# Vladimir Tatarčuk
Vladimir Iosifovič Tatarčuk (in russo Владимир Иосифович Татарчук?; Matrosovo, 25 aprile 1966) è un allenatore di calcio ed ex calciatore russo, sovietico fino al 1991.

## Palmarès

### Club

#### Competizioni nazionali
- Pervaja Liga: 3

CSKA Mosca: 1986
Tjumen': 1996
Sokol Saratov: 2000
- Campionato sovietico: 1

CSKA Mosca: 1991
- Coppa dell'Unione Sovietica: 1

CSKA Mosca: 1990-1991
- Emir of Qatar Cup: 1

Al-ittihad Doha: 1995

#### Competizioni internazionali
- Coppa Piano Karl Rappan: 2

Slavia Praga: 1992, 1993

### Nazionale
- Oro olimpico: 1

Seul 1988